# Condylostylus setifer
Condylostylus setifer är en tvåvingeart som beskrevs av Octave Parent 1929. Condylostylus setifer ingår i släktet Condylostylus och familjen styltflugor. Inga underarter finns listade i Catalogue of Life.